# Teng-fong Wong
Teng-fong Wong (* um 1952) ist ein US-amerikanischer Experte für Felsmechanik. Er ist seit 1982 Professor für Geophysik an der State University of New York at Stony Brook (SUNY).
Wong studierte ab 1970 Mathematik an der Brown University (Bachelor-Abschluss in Angewandter Mathematik 1973 magna cum laude) und der Harvard University mit einem Master-Abschluss in Angewandter Mechanik 1976. Danach ging er an das Massachusetts Institute of Technology, wo er 1980 in Geophysik promoviert wurde. 1982 wurde er Assistant Professor, 1986 Associate Professor und 1992 Professor an der SUNY. 2004 bis 2007 stand er dort der Fakultät für Geowissenschaften vor. 2004 ist er auch Professor in der Fakultät für Statik.
Er ist auch Professor und Direktor des Earth System Science Programs der Chinese University of Hong Kong. Unter anderem war er Gastwissenschaftler und Gastprofessor an der École normale supérieure (1998, 2003), der University of Science and Technology in China, an der Universität Straßburg (2003, 2008), an der ETH Zürich (1990, 1996), am MIT (1989) und an der Australian National University (1988).
Er untersuchte die phänomenologischen und mikromechanischen Aspekte von Felsmechanik und Flüssigkeiten in Gestein experimentell, über quantitative Charakterisierung der Mikrostruktur und theoretisch. Dabei benutzt er an seinem Labor unter anderem Mikro-Computertomographie mit Synchrotronstrahlung, dreidimensionale Laser-Scan-Mikroskopie und akustische Emissionsmessung. Damit untersuchte er Bruchverhalten und plastisches Fließen im Fels, die Entwicklung von Durchlässigkeit für Flüssigkeiten und seismischen Parametern mit Anwendungen unter anderem auf Erdbebenforschung, Flüssigkeitsströmungen in porösem Fels, Reservoir-Verhalten von Gesteinsformationen (wie Kompaktion), Bohrlochinstabilität. Er ist am San Andreas Fault Observatory at Depth (SAFOD) beteiligt, einem Bohrprogramm zur Erforschung des Gesteinsverhaltens an der San-Andreas-Verwerfung.
2010 erhielt er die Louis Néel Medal.

## Schriften
- Herausgeber mit Brian Evans Fault Mechanics and Transport Properties of Rocks, A Festschrift in Honor of W. F. Brace, Academic Press 1992
- mit Mervyn Paterson Experimental Rock Deformation- the Brittle Field, 2. Auflage, Springer Verlag 2005
- mit Y. Chen, E. Liu Rock Physics, USTC Press, Hefei 2009 (chinesisch)